# Lijst van voetbalinterlands Iran - Syrië
Deze lijst van voetbalinterlands is een overzicht van alle officiële voetbalwedstrijden tussen de nationale teams van Iran en Syrië. De landen speelden tot op heden 30 keer tegen elkaar. De eerste ontmoeting, een kwalificatiewedstrijd voor het Wereldkampioenschap voetbal 1974, werd gespeeld in Teheran op 8 mei 1973. Het laatste duel, een achtste finale van de Azië Cup 2023, vond plaats op 31 januari 2024 in Doha (Qatar).

## Wedstrijden
| №  | Plaats    | Datum             | Competitie                 | Wedstrijd    | Uitslag |
| -- | --------- | ----------------- | -------------------------- | ------------ | ------- |
| 1  | Teheran   | 8 mei 1973        | WK 1974 kwalificatie       | Syrië − Iran | 0 − 1   |
| 2  | Teheran   | 15 mei 1973       | WK 1974 kwalificatie       | Iran − Syrië | 0 − 1   |
| 3  | Damascus  | 28 januari 1977   | WK 1978 kwalificatie       | Syrië − Iran | 0 − 1   |
| 4  | Shiraz    | 6 april 1977      | WK 1978 kwalificatie       | Iran − Syrië | 2 − 0   |
| 5  | Koeweit   | 17 september 1980 | Azië Cup 1980              | Iran − Syrië | 0 − 0   |
| 6  | Surakarta | 9 augustus 1984   | Azië Cup 1984 kwalificatie | Iran − Syrië | 3 − 1   |
| 7  | Kathmandu | 29 mei 1988       | Azië Cup 1988 kwalificatie | Syrië − Iran | 0 − 0   |
| 8  | Teheran   | 27 juni 1993      | WK 1994 kwalificatie       | Iran − Syrië | 1 − 1   |
| 9  | Damascus  | 6 juli 1993       | WK 1994 kwalificatie       | Syrië − Iran | 1 − 1   |
| 10 | Damascus  | 6 juni 1997       | WK 1998 kwalificatie       | Syrië − Iran | 0 − 1   |
| 11 | Teheran   | 13 juni 1997      | WK 1998 kwalificatie       | Syrië − Iran | 2 − 2   |
| 12 | Damascus  | 2 april 2000      | Azië Cup 2000 kwalificatie | Iran − Syrië | 1 − 0   |
| 13 | Teheran   | 9 april 2000      | Azië Cup 2000 kwalificatie | Iran − Syrië | 1 − 2   |
| 14 | Amman     | 28 mei 2000       | West-Azië Cup 2000         | Iran − Syrië | 1 − 0   |
| 15 | Amman     | 2 juni 2000       | West-Azië Cup 2000         | Iran − Syrië | 1 − 0   |
| 16 | Damascus  | 7 september 2002  | West-Azië Cup 2002         | Syrië − Iran | 2 − 2   |
| 17 | Teheran   | 21 juni 2004      | West-Azië Cup 2004         | Iran − Syrië | 7 − 1   |
| 18 | Teheran   | 25 juni 2004      | West-Azië Cup 2004         | Iran − Syrië | 4 − 1   |
| 19 | Teheran   | 16 augustus 2006  | Azië Cup 2007 kwalificatie | Iran − Syrië | 1 − 1   |
| 20 | Damascus  | 6 september 2006  | Azië Cup 2007 kwalificatie | Syrië − Iran | 0 − 2   |
| 21 | Teheran   | 6 februari 2008   | WK 2010 kwalificatie       | Iran − Syrië | 0 − 0   |
| 22 | Damascus  | 14 juni 2008      | WK 2010 kwalificatie       | Syrië − Iran | 0 − 2   |
| 23 | Teheran   | 13 augustus 2008  | West-Azië Cup 2008         | Iran − Syrië | 2 − 0   |
| 24 | Seremban  | 15 november 2016  | WK 2018 kwalificatie       | Syrië − Iran | 0 − 0   |
| 25 | Teheran   | 5 september 2017  | WK 2018 kwalificatie       | Iran − Syrië | 2 − 2   |
| 26 | Teheran   | 6 juni 2019       | Vriendschappelijk          | Iran − Syrië | 5 − 0   |
| 27 | Teheran   | 30 maart 2021     | Vriendschappelijk          | Iran − Syrië | 3 − 0   |
| 28 | Teheran   | 2 september 2021  | WK 2022 kwalificatie       | Iran − Syrië | 1 − 0   |
| 29 | Amman     | 16 november 2021  | WK 2022 kwalificatie       | Syrië − Iran | 0 − 3   |
| 30 | Doha      | 31 januari 2024   | Azië Cup 2023              | Iran − Syrië | 1 − 1   |

## Samenvatting
| Competitie            | Totaal gespeeld | Winst Iran | Gelijk | Winst Syrië | Doelsaldo Iran – Syrië |
| --------------------- | --------------- | ---------- | ------ | ----------- | ---------------------- |
| WK-kwalificatie       | 14              | 7          | 6      | 1           | 17 − 7                 |
| Azië Cup              | 2               | 0          | 2      | 0           | 1 − 1                  |
| Azië Cup-kwalificatie | 6               | 3          | 3      | 0           | 9 − 4                  |
| West-Azië Cup         | 6               | 5          | 1      | 0           | 17 − 4                 |
| Vriendschappelijk     | 2               | 2          | 0      | 0           | 8 − 0                  |
| Totaal                | 30              | 17         | 12     | 1           | 52 − 16                |

FFIRI · 
A-internationals · 
Selecties · Bondscoaches · 
Statistieken · 
Iraans vrouwenelftal · 
Iran U21 · 
Iran U20 · 
Iran U19 · 
Iran U18 · 
Iran U17
1940 – 1969 · 
1970 – 1979 · 
1980 – 1989 · 
1990 – 1999 · 
2000 – 2009 · 
2010 – 2019 ·
2020 − 2029
Asian Cup 1960 · 
Asian Cup 1968 · 
Asian Cup 1972 · 
Asian Cup 1976 · 
Asian Cup 1980 · 
Asian Cup 1984 · 
Asian Cup 1988 · 
Asian Cup 1992 · 
Asian Cup 1996 · 
Asian Cup 2000 · 
Asian Cup 2004 · 
Asian Cup 2007 · 
Asian Cup 2011
WK 1978 · 
WK 1998 · 
WK 2006 · 
WK 2014 · 
WK 2018
OS 1964 · 
OS 1972 · 
OS 1976
1941 · 
1942–1946 · 
1947 · 
1948 · 
1949 · 
1950 · 
1951 · 
1952 · 
1953–1957 · 
1958 · 
1959 · 
1960–1961 · 
1962 · 
1963 · 
1964 · 
1965 · 
1966 · 
1967 · 
1968 · 
1969 · 
1970 · 
1971 · 
1972 · 
1973 · 
1974 · 
1975 · 
1976 · 
1977 · 
1978 · 
1979 · 
1980 · 
1981 · 
1982 · 
1983 · 
1984 · 
1985 · 
1986 · 
1987 · 
1988 · 
1989 · 
1990 · 
1991 · 
1992 · 
1993 · 
1994 · 
1995 · 
1996 · 
1997 · 
1998 · 
1999 · 
2000 · 
2001 · 
2002 · 
2003 · 
2004 · 
2005 · 
2006 · 
2007 · 
2008 · 
2009 · 
2010 · 
2011 · 
2012 ·
2013 ·
2014 ·
2015 ·
2016 ·
2017 ·
2018 ·
2019 ·
2020 ·
2021 ·
2022 ·
2023 ·
2024
Afghanistan ·
Albanië ·
Algerije ·
Angola ·
Argentinië ·
Armenië ·
Australië ·
Azerbeidzjan ·
Bahrein ·
Bangladesh ·
Bolivia ·
Bosnië en Herzegovina ·
Botswana ·
Brazilië ·
Bulgarije ·
Burkina Faso ·
Cambodja ·
Canada ·
Chili ·
China ·
Costa Rica ·
Cyprus ·
Denemarken ·
Duitsland ·
Ecuador ·
Egypte ·
Engeland ·
Filipijnen ·
Frankrijk ·
Georgië ·
Ghana ·
Guam ·
Guatemala ·
Guinee ·
Hongarije ·
Hongkong ·
Ierland ·
IJsland ·
India ·
Indonesië ·
Irak ·
Israël ·
Jamaica ·
Japan ·
Jemen ·
Joegoslavië ·
Jordanië ·
Kameroen ·
Kazachstan ·
Kenia ·
Kirgizië ·
Koeweit ·
Kroatië ·
Laos ·
Libanon ·
Libië ·
Litouwen ·
Madagaskar ·
Malediven ·
Maleisië ·
Mali ·
Marokko ·
Mexico ·
Montenegro ·
Mozambique ·
Myanmar ·
Nederland ·
Nepal ·
Nicaragua ·
Nieuw-Zeeland ·
Nigeria ·
Noord-Korea ·
Noord-Macedonië ·
Oeganda ·
Oekraïne ·
Oezbekistan ·
Oman ·
Oostenrijk ·
Pakistan ·
Palestina ·
Panama ·
Papoea-Nieuw-Guinea ·
Paraguay ·
Peru ·
Polen ·
Portugal ·
Qatar ·
Roemenië ·
Rusland ·
Saoedi-Arabië ·
Schotland ·
Senegal ·
Sierra Leone ·
Singapore ·
Slowakije ·
Sovjet-Unie ·
Spanje ·
Sri Lanka ·
Syrië ·
Tadzjikistan ·
Taiwan ·
Thailand ·
Togo ·
Trinidad en Tobago ·
Tsjecho-Slowakije ·
Tunesië ·
Turkije ·
Turkmenistan ·
Uruguay ·
Venezuela ·
Verenigde Arabische Emiraten ·
Verenigde Staten ·
Vietnam ·
Wales ·
Wit-Rusland ·
Zambia ·
Zuid-Jemen ·
Zuid-Korea ·
Zweden
Angola (2006) ·
Argentinië (2014) ·
Bosnië en Herzegovina (2014) ·
Marokko (2018) ·
Mexico (2006) ·
Nigeria (2014) ·
Portugal (2006) ·
Portugal (2018) ·
Spanje (2018)
SFA · A-internationals · Syrisch vrouwenelftal
1940 - 1949 · 
1950 - 1959 · 
1960 - 1969 · 
1970 - 1979 · 
1980 - 1989 · 
1990 - 1999 · 
2000 – 2009 · 
2010 – 2019 ·
2020 − 2029
Afghanistan ·
Algerije ·
Australië ·
Bahrein ·
Bangladesh ·
Cambodja ·
China ·
Cyprus ·
Egypte ·
Filipijnen ·
Griekenland ·
Guam ·
Haïti ·
Hongkong ·
India ·
Indonesië ·
Irak ·
Iran ·
Japan ·
Jemen ·
Jordanië ·
Kazachstan ·
Kirgizië ·
Koeweit ·
Laos ·
Libanon ·
Libië ·
Malediven ·
Maleisië ·
Marokko ·
Mauritanië ·
Mauritius ·
Myanmar ·
Nepal ·
Noord-Korea ·
Oezbekistan ·
Oman ·
Pakistan ·
Palestina ·
Qatar ·
Rusland ·
San Marino ·
Saoedi-Arabië ·
Singapore ·
Soedan ·
Sovjet-Unie ·
Sri Lanka ·
Tadzjikistan ·
Taiwan ·
Thailand ·
Tunesië ·
Turkije ·
Turkmenistan ·
Venezuela ·
Verenigde Arabische Emiraten ·
Vietnam ·
Wit-Rusland ·
Zuid-Jemen ·
Zuid-Korea ·
Zweden